# Vyšná Voľa
Vyšná Voľa es un municipio del distrito de Bardejov en la región de Prešov, Eslovaquia, con una población estimada a final del año 2024 de 402 habitantes.
Se encuentra ubicado en el centro-norte de la región, cerca del río Topľa (cuenca hidrográfica del río Tisza) y de la frontera con Polonia.

## Demografía
| Año        | 1994 | 2004    | 2014    | 2024    |
| ---------- | ---- | ------- | ------- | ------- |
| Población  | 386  | 397     | 398     | 402     |
| Diferencia |      | +2,84 % | +0,25 % | +1,00 % |

| Año        | 2023 | 2024   |
| ---------- | ---- | ------ |
| Población  | 400  | 402    |
| Diferencia |      | +0,5 % |